# AS.34 Kormoran
AS.34 Kormoran là tên lửa chống hạm do Đức chế tạo. Kormoran sử dụng một hệ thống dẫn đường quán tính trong nửa đoạn đường sau đó sẽ chuyển sang ra đa chủ động tìm mục tiêu khi ở giai đoạn tấn công. Tên lửa mang đầu đạn 165 kg với hệ thống kích nổ chậm được thiết kế để xuyên 90 mm vào mục tiêu trước khi phát nổ. Tầm hoạt động tối đa của Kormoran là 23 km.
Việc phát triển các Kormoran bắt đầu vào năm 1962 sau đó việc phát triển được giao cho Messerschmitt-Bolkow-Blohm (giờ là một phần của EADS) năm 1967. Tên lửa được thiết kế chính cho vai trò chống hạm ở các vùng nước ven biển nhưng nó vẫn có thể sử dụng để tấn công mặt đất. Tên lửa này được trang bị trên các chiếc Panavia Tornado. 350 tên lửa Kormoran 1 đã được chế tạo.
Phiên bản nâng cấp Kormoran 2 đã được bắt đầu phát triển vào năm 1983 và việc bắn thử nghiệm đầu tiên diễn ra vào đầu năm 1986. Các nâng cấp tên lửa gồm một đầu đạn mới, tất cả hệ thống điện tử đều được thay mới, cải thiện khả năng dò tìm của ra đa, tăng khả năng vô hiệu quá hệ thống đánh lạc hướng điện tử, động cơ đẩy mạnh hơn, tầm hoạt động xa hơn, tăng cường khả năng tự lựa chọn mục tiêu, thêm khả năng phóng cùng lúc nhiều tên lửa. Mặc dù có cùng hình dáng khí động học với Kormoran 1 nhưng Kormoran 2 có tầm hoạt động xa hơn với 35 km và mang đầu đạn 220 kg. Việc thử nghiệm kết thúc vào năm 1987 và đưa vào sử dụng trong lực lượng quân đội Đức năm 1991. Có khoảng 140 tên lửa Kormoran 2 đã được chế tạo. Một số được bán cho lực lượng không quân Ý.